# Neontologija
Neontologija je deo biologije. U kontrastu sa paleontologijom, ona se bavi živim (ili, generalnije, nedavno formiranim) oranizmima. Njen fokus je na izučavanju postojećih taksona, kao što su vrste, rodovi i familije čiji članovi su još uvek živi, za razliku od slučaja gde su svi članovi izumrli. Na primer:
- Los je postojeća vrsta, dok je dodo izumrla vrsta.
- U grupi mekušaca poznatih kao cefalopodi, ажурирано: 1987. postoji približno 600 postojećih,  7.500 izumrlih vrsta.[1]

Takson se može klasifikovati kao izumro ako postoji opšti konsenzus ili porvrda da više nema živih članova. Isto tako izmrli takso se može reklasifikovati kao postojeći ako dođe do otkrića novih postojećih vrsta („Lazarus vrsta“), ili ako se ranije poznate postojeće vrste reklasifikuju kao članovi taksona.
Termin neontolog uglavnim koriste paleontolozi za nepaleontologe. 